# Pico de la Cruz (La Palma)
El Pico de la Cruz es un pico situado en la isla canaria de La Palma (España). El Pico de la Cruz cierra la Caldera de Taburiente por su zona noreste.
Alcanza una altitud de 2351 m s. n. m.

## Acceso
El sendero PR-LP 7 es un sendero de Pequeño Recorrido en La Palma (Canarias, España) que une el Pico de la Cruz con Los Sauces. La longitud total del recorrido es de 16300 metros. Hay 2150 metros de desnivel.
El sendero PR-LP 8 es un sendero de Pequeño Recorrido en La Palma (Canarias, España) que une el Pico de la Cruz con Barlovento. La longitud total del recorrido es de 17200 metros. Hay 1810 metros de desnivel.